# 발작성 야간 혈색소뇨증
발작성 야간 혈색소뇨증(發作性夜間血色素尿症, 영어: paroxysmal nocturnal hemoglobinuria, PNH)은 생명에 위협을 줄 수 있는 희귀한 후천성 혈액 질병의 하나로, 신체의 면역계의 일부인 보체에 의해 적혈구가 파괴되는 것이 특징이다. 발작성 야간 헤모글로빈뇨증이라고도 한다.

## 증상
발작성 야간 혈색소뇨증의 전형적인 증상은 적혈구의 파괴로 인한 헤모시데린 및 헤모글로빈의 존재로 인해 소변이 빨갛게 변색되는 것이다. 소변의 농도가 아침에 더 심화되면서 이러한 색이 나타나게 된다.

## 진단

### 분류
발작성 야간 혈색소뇨증은 다음과 같이 진단하여 분류할 수 있다:
- 고전적 PNH(Classic PNH)
- 다른 특이 골수병의 PNH(PNH in the setting of another specified bone marrow disorder)
- 무증상 PNH(Subclinical PNH)

## 치료

### 급성
프레드니솔론과 같은 스테로이드가 용혈 위기의 심각도를 감소시킬 수 있다는 것에는 논란이 있다. 수혈 치료가 필요할 수 있다.

### 만성
발작성 야간 혈색소뇨증은 만성 질환이다. 문제가 거의 없는 환자들에게는 6개월마다 유동 세포를 감시함으로써 잠재적 합병증의 심각도와 위험성을 알 수 있다.

### 에쿠리주맙
2007년, 에쿠리주맙(Eculizumab)이라는 약제가 PNH의 치료를 위해 승인되었다.